# 스히담 센트룸역
스히담 센트룸(네덜란드어: Schiedam Centrum)은 네덜란드 로테르담 서쪽의 스히담에 위치한 철도역으로, 헤이그역와 로테르담 중앙역 사이에 위치하며, 훅반홀란트 행 지선의 분기 역할을 하는 역이다. 이곳에서 열차는 네덜란드 철도(Nederlandse Spoorwegen)에서 운영한다.

## 역사
역은 1847년 6월 3일에 헤이그-로테르담 선에 스히담(Schiedam)이란 명칭으로 개설되었다. 1856년 네덜란드의 첫 번째 주요 열차 사고가 스히담 근처에서 발생하여 세 명의 사망자가 발생했다. 마슬라위스(Maassluis) 행 지선은 1891년에 개장하여 2년 후 훅반홀란트 행으로 연장되었다. 1967년에 스히담-로테르담 서역(Schiedam-Rotterdam West)으로, 1998년에는 스히담 센트룸으로 역명이 바뀌었다. 1976년에 역 주변에 열차 사고가 발생하여 24명이 사망했다. 2000년에 철도 건물은 로테르담 지하철의 동서 노선 연장 공사와 함께 완전히 새롭게 바뀌었다. 로테르담 지하철은 2002년 1월부터 스히담 센트룸 착발을 시작했다.

## 열차 운행
스히담 센트룸 역에서 정차하는 열차는 아래와 같다.
- 인터시티 (2200) : 암스테르담 - 하르럼 - 레이던 - 헤이그 - 로테르담 - 도르드레흐트 - 로센달 - 블리신헌
- 인터시티 (2400) : 렐리스타트 - 알메러 - 암스테르담 남 - 스히폴 - 헤이그 - 로테르담 - 도르드레흐트
- 스프린터르(sprinter) (5000,5100) : 헤이그 - 로테르담 - 도르드레흐트

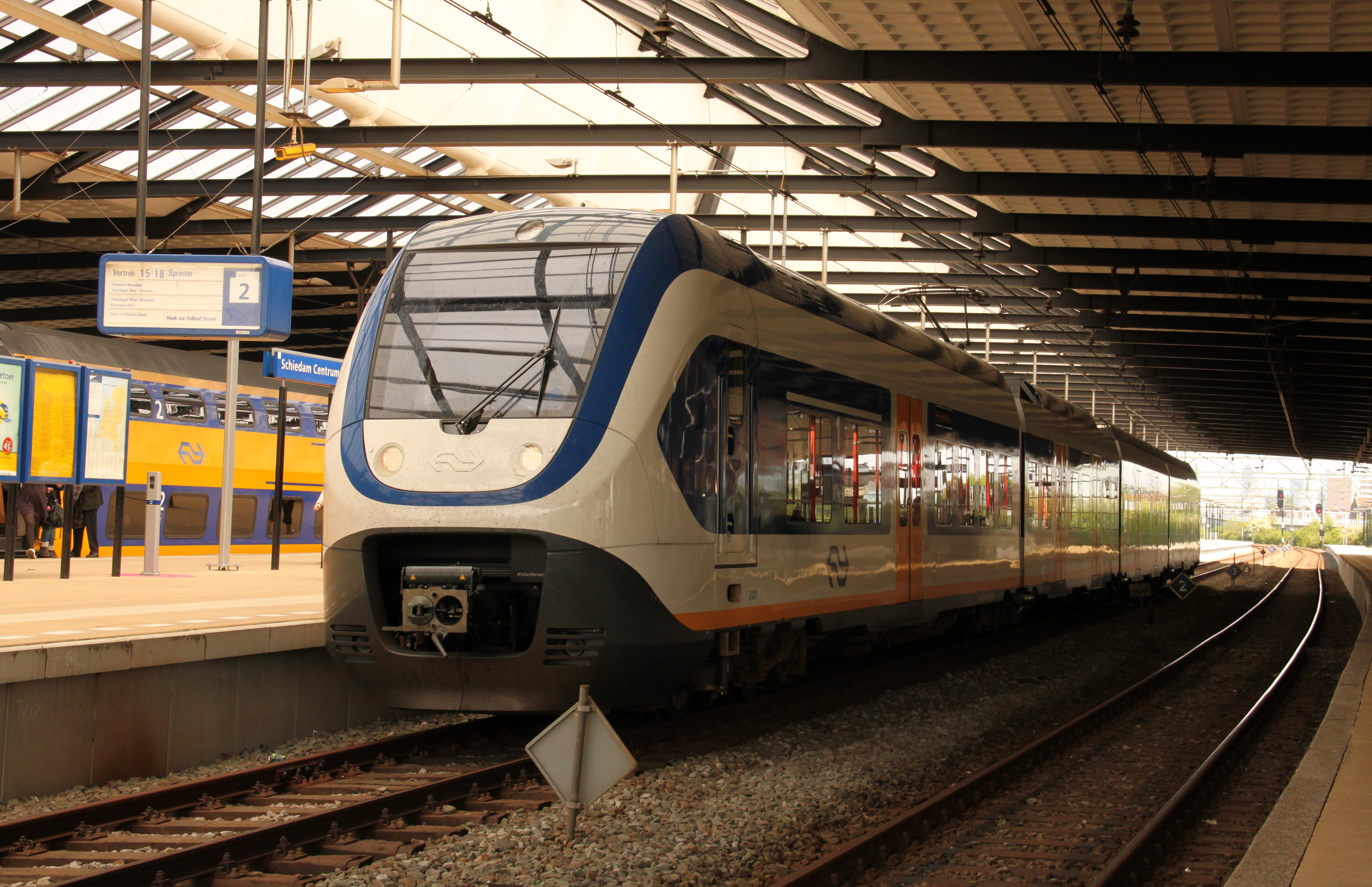
스히담 센트룸역에 정차한 훅반홀란트 열차의 신규(2010) SLT 유닛 2401호

| 네덜란드 철도                    | 네덜란드 철도                                                    | 네덜란드 철도                     |
| -------------------------------- | ---------------------------------------------------------------- | --------------------------------- |
| 로테르담 중앙역 플리싱언 방면    | 2200                                                             | 델프트 암스테르담 중앙역 방면     |
| 로테르담 중앙역 플리싱언 방면    | 2400 (야간, 일요일 제외)                                         | 델프트 암스테르담 중앙역 방면     |
| 로테르담 중앙역 플리싱언 방면    | 2400 (야간 오후 10:00 전후, 일요일 오전 10:30 ~ 오후 10:00 전후) | 델프트 암스테르담 중앙역 방면     |
| 네덜란드 철도                    |                                                                  |                                   |
| 델프트 자위트 헤이그 중앙역 방면 | 5000 (야간, 주말 제외)                                           | 로테르담 중앙역 도르드레흐트 방면 |
| 네덜란드 철도                    |                                                                  |                                   |
| 델프트 자위트 헤이그 중앙역 방면 | 5100                                                             | 로테르담 중앙역 도르드레흐트 방면 |

## 도시 철도
로테르담 지하철 A, B, C선은 여객철도역 옆의 지하철역에서 착발한다. A, B선은 서부 종착역이다.
여러 로테르담 노면전차와 버스가 이 역을 지난다. RET 21, 23번 노선 전차 정류장은 여객철도 및 지하철역 출구 근처에 있다.
| 로테르담 지하철                  | 로테르담 지하철     | 로테르담 지하철              |
| -------------------------------- | ------------------- | ---------------------------- |
| 시·종착역                        | 로테르담 지하철 A선 | 마르코니플레인 빈넨호프 방면 |
| 시·종착역                        | 로테르담 지하철 B선 | 마르코니플레인 네셀란더 방면 |
| 파르크베흐 더아커르스 방면       | 로테르담 지하철 C선 | 마르코니플레인 더테르프 방면 |
| 로테르담 노면전차                |                     |                              |
| 스흐라벨란드세베흐 하레베흐 방면 | 21호선              | 브루르스베스트 더어스 방면   |
| 스흐라벨란드세베흐 홀리 방면     | 24호선              | 브루르스베스트 더어스 방면   |